# Barragán (Valle del Cauca)
Barragán es un centro poblado del municipio de Tuluá en el departamento del Valle del Cauca, Colombia.  Dista de 3 horas de la cabecera municipal y tiene una via que lo comunica con el municipio tolimense de Roncesvalles. Ubicado en la cordillera central. Es un centro poblado en la que se dedica a la ganadería, producción de Leche y al cultivo de Papa.

## Geografía
Se encuentra a una altitud de 2979 m s. n. m. Su clima en el día es 14 °C, mientras en la noche puede llegar a los 4 °C. En su área se encuentra muchos páramos.